# Kaw (popolo)
I Kaw (o Nazione Kaw), conosciuti anche come Kansa, Kanza o Konza , sono un popolo di nativi americani di lingua siouan residenti nella regione delle Grandi Pianure. La Nazione Kaw è una tribù federalmente riconosciuta negli Stati Uniti. Il quartier generale della Nazione Kaw si trova nella città di Kaw City, nella Contea di Kay, Oklahoma.

## Etimologia
Secondo vari studiosi dell'inizio del XX secolo, vi è accordo nel considerare il termine Kansa un antico vocabolo della lingua Siouan, di cui Kaw sarebbe una forma semplificata. Più controverso è invece il significato di 
tale parola. Studi recenti hanno portato ad una associazione della parola Kansa con la parola vento, o più precisamente vento del sud.
I Kaw, nella loro Costituzione ratificata nel 2011, nel Preambolo di questa, definiscono se stessi come People of the Southwind, cioè "popolo del vento del Sud".

## Storia

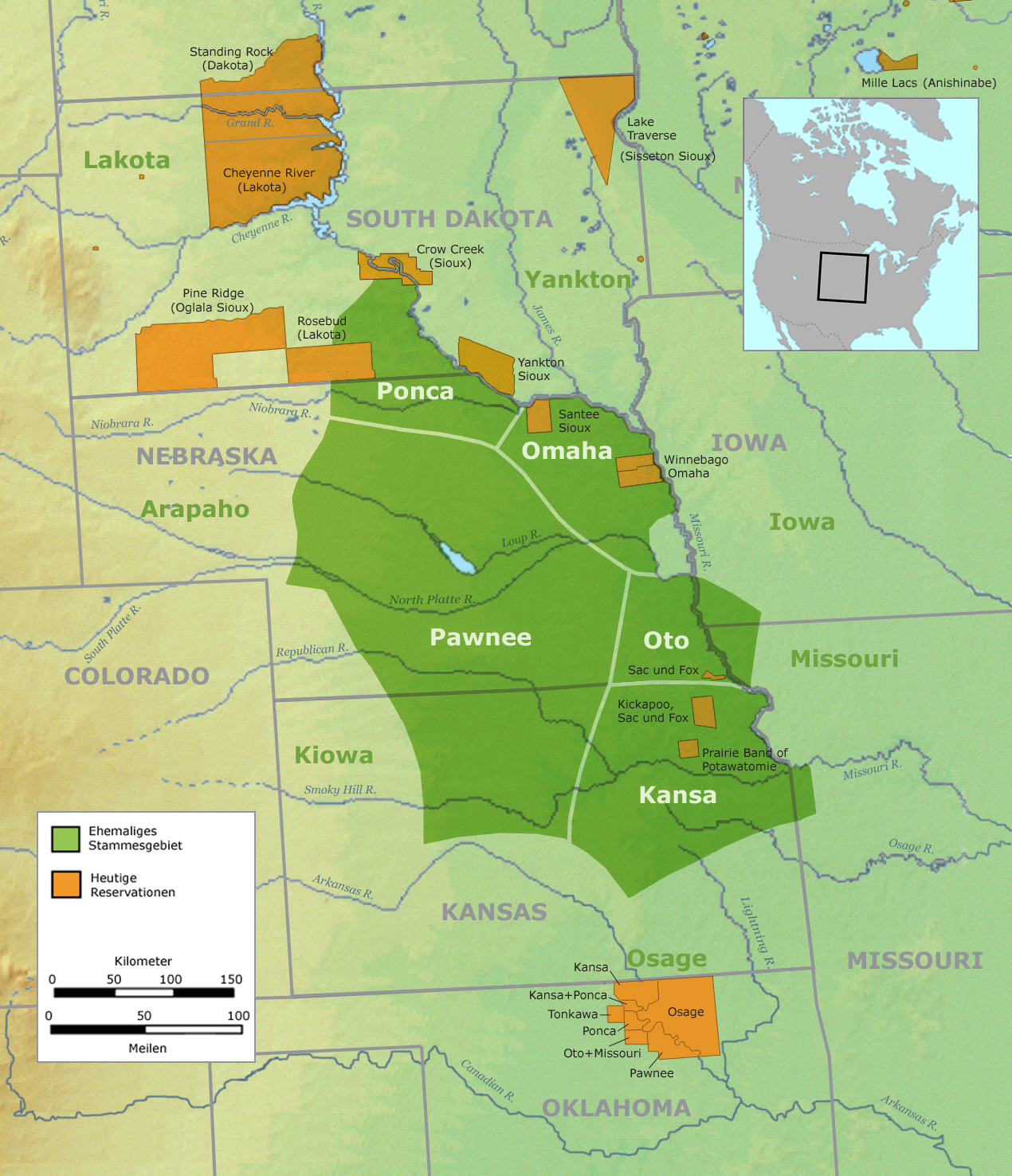
Territorio tribale dei Kaw (verde) e riserva attuale (arancione)

In origine i due gruppi siouan dei Chiwere, comprendenti i Winnebago, i Missouri, gli Iowa e gli Oto  e dei Dhegiha, comprendente gli Osage, i Kaw, i Ponca, gli Omaha ed i Quapaw,  vivevano nello stesso luogo. Poi, intorno al 1000 d.C. i due gruppi iniziarono a divergere. Gli Iowa, Oto e i Missouri si separarono dai Winnebago presso Green Bay e si spostarono più a sud. Gli Iowa si insediarono presso il fiume omonimo presso la sua confluenza con il Mississippi, mentre gli Oto ed i Missouri proseguirono più a sud stabilendo degli insediamenti presso la confluenza del Grand River e del Missouri. In seguito gli Oto si separarono dai Missouri spostandosi più a monte sul Missouri.
Il gruppo dei Dhegiha viveva lungo la valle del fiume Ohio. Poi il gruppo si spostò verso sud e verso ovest lungo la valle del Mississippi. I Quapaw si separarono dagli altri e si insediarono più a sud nell'Arkansas orientale mentre gli altri gruppi risalirono il Mississippi fino alla foce del Missouri. Questi gruppi quindi risalirono il Missouri fino alla foce del fiume Osage presso l'attuale Jefferson City. Qui gli Osage si separarono risalendo il fiume Osage e stabilendosi in quello che l'attuale Missouri orientale, mentre i Kansa si stabilirono lungo il fiume Kansas nell'attuale stato del Kansas. Gli Omaha ed i Ponca continuarono a risalire il Missouri fino ad arrivare nella parte nord-orientale dell'attuale Nebraska.  Secondo alcuni studiosi i suddetti spostamenti sono da attribuirsi al periodo Oneota.
Il più antico documento storico che fa riferimento ai Kansa è una rudimentale e schematica mappa geografica del 1673, redatta dall'esploratore francese Jacques Marquette che li posiziona nella zona della foce del Kansas. Siccome non sembra che la spedizione di Marquette abbia effettivamente incontrato i Kaw, si deve dedurre che il loro nome e posizione siano basate su informazioni avute sul campo da altre tribù indiane.